# Aplonis magna
Aplonis magna là một loài chim trong họ Sturnidae.